# Alfonso di Borbone-Spagna
Alfonso di Borbone-Spagna (nome completo: Alfonso Pio Cristino Eduardo Francisco Guillermo Carlos Enrique Fernando Antonio Venancio) (Madrid, 10 maggio 1907 – Miami, 6 settembre 1938) fu erede al trono spagnolo con il titolo di Principe delle Asturie, primogenito maschio di Alfonso XIII di Spagna e di Vittoria Eugenia di Battenberg.

## Biografia

### Giovinezza

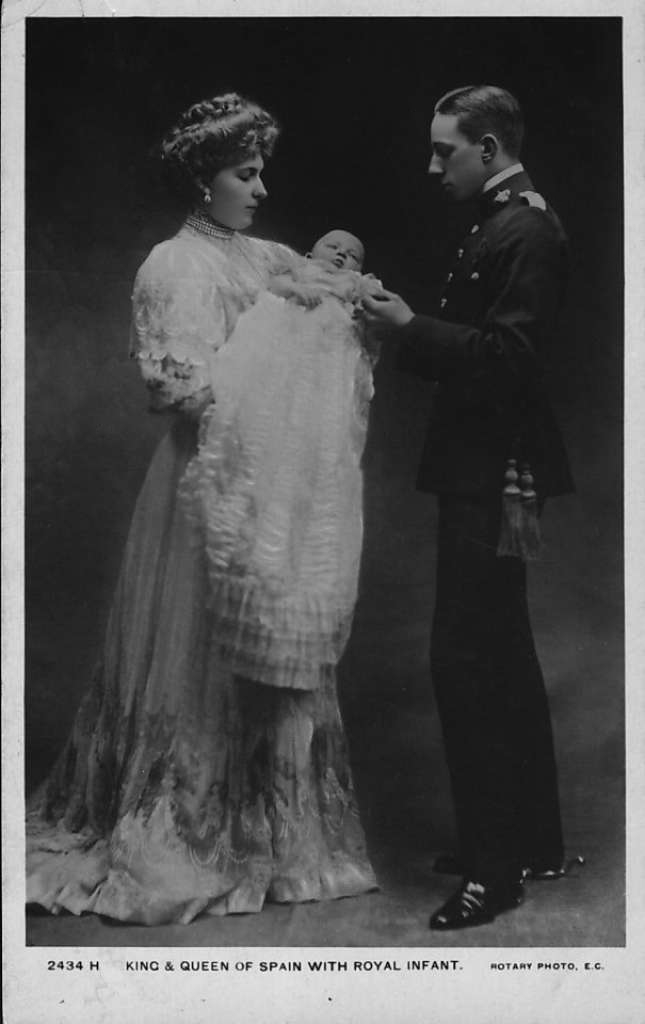
Alfonso ed i genitori.

Alfonso di Borbone nacque il 10 maggio 1907 nel Palazzo Reale di Madrid, primogenito del re Alfonso XIII di Spagna e della consorte, la regina Vittoria Eugenia di Battenberg; il principe apparteneva alla dinastia dei Borbone-Spagna, discendendo così fino da Carlo V d'Asburgo, la madre invece era la nipote della regina Vittoria in quanto figlia di Beatrice di Sassonia-Coburgo-Gotha. Alfonso aveva tre fratelli, Giacomo Enrico, Giovanni e Gonzalo, e due sorelle, Beatrice e Maria Cristina.
Alfonso, nominato alla nascita Principe delle Asturie, ereditò per via materna l'emofilia che colpì anche il fratello minore, l'infante Gonzalo, entrambi infatti morirono a causa di un incidente stradale che gli provocò forti emorragie. A tredici anni, l'erede al trono si arruolò nell'esercito a titolo onorario, per poi iniziare il suo addestramento come Guardiamarina nell'Armada Española, la marina militare. Raggiunta la maggiore età gli venne assegnata una villa sulle montagne di El Pardo, dove Alfonso coltivava i suoi interessi agricoli, fondando una fattoria con propri animali.
Attorno al 1929, il Principe delle Asturie si innamorò della principessa Cecilia di Salm-Salm che però rifiutò Alfonso. Lo stesso anno il padre, il Re, e la regina di Romania, prima cugina della madre, organizzarono un possibile fidanzamento con la principessa rumena Ileana, ma tutto fallì. Nel 1930 venne nominato Luogotenente per poi viaggiare in Svizzera. Nel 1931 la monarchia spagnola cadde.

### Matrimonio

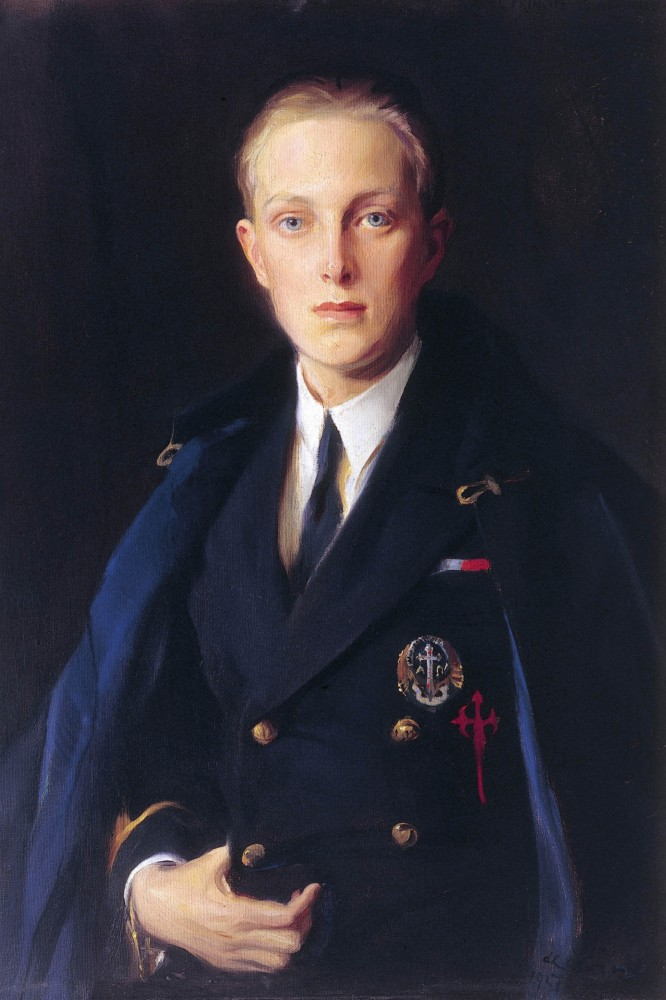
Alfonso, principe della Asturie.

Nell'aprile del 1931 la monarchia cadde e venne proclamata la Seconda repubblica spagnola, così la famiglia reale, fra cui il principe Alfonso, partirono per l'esilio alla volta della Francia. Conobbe a Losanna una giovane borghese figlia di proprietari terrieri cubani di nome Edelmira Sampedro della quale lui si innamorò. L'11 giugno 1933 Alfonso rinunciò ai diritti sulla Corona spagnola, assumendo il titolo di Conte di Covadonga, e sposandosi il 21 giugno dello stesso anno con Edelmira a Losanna. Il padre, ex sovrano spagnolo, fu contrario all'unione e difatti non partecipò alla cerimonia nuziale, togliendo poi i vitalizi al primogenito.
Alfonso ed Edelmira vissero per qualche tempo a Parigi, poi New York ed infine L'Avana, a Cuba. Il matrimonio tuttavia finì e si concluse col divorzio, siglato nella capitale cubana l'8 maggio 1937. Due mesi dopo, il 3 luglio, il Principe si risposò con la cubana Marta Rocafort y Altuzarra, figlia di un dentista, nell'ambasciata spagnola di L'Avana. L'unione finì poi con un divorzio all'inizio del 1938.

### Ultimi anni e morte
Dopo i due divorzi, Alfonso condusse una vita fatta di donne, cabaret ma anche problemi di salute, arrivando addirittura a ritrattare la rinuncia ai suoi diritti al trono spagnolo nella primavera del 1938, quando in Spagna si combatteva da due anni la guerra civile.
Alfonso di Borbone, Conte di Covadonga morì di emorragia interna in seguito ad un incidente stradale, tenutosi presso l'ospedale Gerland di Miami il 6 settembre 1938. Divorziato e senza figli, fu sepolto nel cimitero locale, per poi essere traslatato in Spagna, nel 1985, presso il Monastero dell'Escorial, pantheon dei Borbone-Spagna. Al tempo il nipote Juan Carlos sedeva sul trono spagnolo da dieci anni.

## Ascendenza
|                                    |                    |                                       | Genitori                                   |  |  | Nonni |  |  | Bisnonni                             |  |  | Trisnonni                            |  |
|                                    |                    |                                       |                                            |  |  |       |  |  | Francesco d'Assisi di Borbone-Spagna |  |  | Francesco di Paola di Borbone-Spagna |  |
|                                    |                    |                                       |                                            |  |  |       |  |  | Francesco d'Assisi di Borbone-Spagna |  |  | Francesco di Paola di Borbone-Spagna |  |
|                                    |                    | Luisa Carlotta di Borbone-Due Sicilie |                                            |  |  |       |  |  | Francesco d'Assisi di Borbone-Spagna |  |  |                                      |  |
| Alfonso XII di Spagna              |                    |                                       |                                            |  |  |       |  |  | Francesco d'Assisi di Borbone-Spagna |  |  |                                      |  |
|                                    |                    | Isabella II di Spagna                 | Ferdinando VII di Spagna                   |  |  |       |  |  |                                      |  |  |                                      |  |
|                                    |                    | Isabella II di Spagna                 | Ferdinando VII di Spagna                   |  |  |       |  |  |                                      |  |  |                                      |  |
|                                    |                    | Isabella II di Spagna                 | Maria Cristina di Borbone-Due Sicilie      |  |  |       |  |  |                                      |  |  |                                      |  |
| Alfonso XIII di Spagna             |                    | Isabella II di Spagna                 |                                            |  |  |       |  |  |                                      |  |  |                                      |  |
|                                    |                    | Carlo Ferdinando d'Asburgo-Teschen    | Carlo d'Asburgo-Teschen                    |  |  |       |  |  |                                      |  |  |                                      |  |
|                                    |                    | Carlo Ferdinando d'Asburgo-Teschen    | Carlo d'Asburgo-Teschen                    |  |  |       |  |  |                                      |  |  |                                      |  |
|                                    |                    | Carlo Ferdinando d'Asburgo-Teschen    | Enrichetta di Nassau-Weilburg              |  |  |       |  |  |                                      |  |  |                                      |  |
| Maria Cristina d'Asburgo-Teschen   |                    | Carlo Ferdinando d'Asburgo-Teschen    |                                            |  |  |       |  |  |                                      |  |  |                                      |  |
|                                    |                    | Elisabetta Francesca d'Asburgo-Lorena | Giuseppe Antonio Giovanni d'Asburgo-Lorena |  |  |       |  |  |                                      |  |  |                                      |  |
|                                    |                    | Elisabetta Francesca d'Asburgo-Lorena | Giuseppe Antonio Giovanni d'Asburgo-Lorena |  |  |       |  |  |                                      |  |  |                                      |  |
|                                    |                    | Elisabetta Francesca d'Asburgo-Lorena | Maria Dorotea di Württemberg               |  |  |       |  |  |                                      |  |  |                                      |  |
| Alfonso di Borbone-Spagna          |                    | Elisabetta Francesca d'Asburgo-Lorena |                                            |  |  |       |  |  |                                      |  |  |                                      |  |
|                                    | Alessandro d'Assia | Luigi II d'Assia                      |                                            |  |  |       |  |  |                                      |  |  |                                      |  |
|                                    | Alessandro d'Assia | Luigi II d'Assia                      |                                            |  |  |       |  |  |                                      |  |  |                                      |  |
|                                    | Alessandro d'Assia | Guglielmina di Baden                  |                                            |  |  |       |  |  |                                      |  |  |                                      |  |
| Enrico di Battenberg               | Alessandro d'Assia |                                       |                                            |  |  |       |  |  |                                      |  |  |                                      |  |
|                                    |                    | Julia von Hauke                       | Hans Moritz von Hauke                      |  |  |       |  |  |                                      |  |  |                                      |  |
|                                    |                    | Julia von Hauke                       | Hans Moritz von Hauke                      |  |  |       |  |  |                                      |  |  |                                      |  |
|                                    |                    | Julia von Hauke                       | Sophie Lafontaine                          |  |  |       |  |  |                                      |  |  |                                      |  |
| Vittoria Eugenia di Battenberg     |                    | Julia von Hauke                       |                                            |  |  |       |  |  |                                      |  |  |                                      |  |
|                                    |                    | Alberto di Sassonia-Coburgo-Gotha     | Ernesto I di Sassonia-Coburgo-Gotha        |  |  |       |  |  |                                      |  |  |                                      |  |
|                                    |                    | Alberto di Sassonia-Coburgo-Gotha     | Ernesto I di Sassonia-Coburgo-Gotha        |  |  |       |  |  |                                      |  |  |                                      |  |
|                                    |                    | Alberto di Sassonia-Coburgo-Gotha     | Luisa di Sassonia-Gotha-Altenburg          |  |  |       |  |  |                                      |  |  |                                      |  |
| Beatrice di Sassonia-Coburgo-Gotha |                    | Alberto di Sassonia-Coburgo-Gotha     |                                            |  |  |       |  |  |                                      |  |  |                                      |  |
|                                    |                    | Vittoria del Regno Unito              | Edoardo Augusto di Hannover                |  |  |       |  |  |                                      |  |  |                                      |  |
|                                    |                    | Vittoria del Regno Unito              | Edoardo Augusto di Hannover                |  |  |       |  |  |                                      |  |  |                                      |  |
|                                    |                    | Vittoria del Regno Unito              | Vittoria di Sassonia-Coburgo-Saalfeld      |  |  |       |  |  |                                      |  |  |                                      |  |
|                                    |                    | Vittoria del Regno Unito              |                                            |  |  |       |  |  |                                      |  |  |                                      |  |